# Soppressata del Vallo di Diano
La soppressata del Vallo di Diano è un salume insaccato. Viene prodotta nel Vallo di Diano, in provincia di Salerno, utilizzando la carne magra e il grasso del dorso del maiale, che vengono lavorati manualmente tagliandoli con il coltello in modo da ottenere carne triturata e grasso in piccoli cubetti nel rapporto di quattro parti di carne e una parte di grasso. Dopo la salatura e l'aggiunta di pepe nero in grani, la carne e il grasso vengono impastati e insaccati in budello naturale suino, pressando manualmente l'impasto; il prodotto subisce poi una asciugatura e stagionatura all'aria al coperto per 30-40 giorni. La conservazione avviene tradizionalmente sotto olio in vasi di vetro o sotto strutto in vasi di terracotta smaltati bianchi.